# 新·光神話 帕爾提娜之鏡
《新‧光神話 帕爾提娜之鏡》是一款由Sora和任天堂子公司Project Sora联合开发并由任天堂发行在任天堂3DS平台上的第三人称射击游戏。本作是繼《光神話 帕爾提娜之鏡》25 年後的最新系列作品。由星之卡比之父樱井政博担任制作，本作是Project Sora制作的首款亦是唯一一款游戏。
本作被日本权威游戏杂志《Fami通》授予40分的满分评价，成为任天堂3DS平台上第一款受此殊荣的游戏。

## 外部連結
- （日語）《新·光神話 帕爾提娜之鏡》日本官方網站 （页面存档备份，存于）
- （英文）《新·光神話 帕爾提娜之鏡》北美官方網站
- （日語）遊戲官方情報網站
- 互联网电影数据库（IMDb）上《新·光神話 帕爾提娜之鏡》的资料（英文）